# Ark (Boukhara)
Vous pouvez aider à l'améliorer ou bien discuter des problèmes sur sa page de discussion.
- Son texte doit être wikifié : il ne correspond pas à la mise en forme Wikipédia (style, typographie, liens internes, liens entre les wikis, etc.). (Marqué depuis juin 2023)
- Sa typographie ne respecte pas les conventions de Wikipédia. Vous pouvez solliciter de l’aide de l’Atelier typographique. (Marqué depuis juin 2023)

La citadelle Ark (ouzbek : Ark) est une forteresse monumentale située à Boukhara, en Ouzbékistan. S'élevant à vingt mètres au-dessus du niveau du sol environnant, elle occupe une superficie d'environ 4 ha. Cette forteresse est le plus ancien monument et site archéologique de la ville. Les couches séculaires de structures antérieures effondrées forment une colline.
À son époque, la citadelle Ark qui domine la place Régistan de Boukhara, était un symbole de grandeur, de pouvoir et d'inaccessibilité. Sur l'un des murs de l'Ark, était autrefois accroché un grand fouet, symbole du pouvoir dans l'émirat de Boukhara.

## Histoire de la citadelle

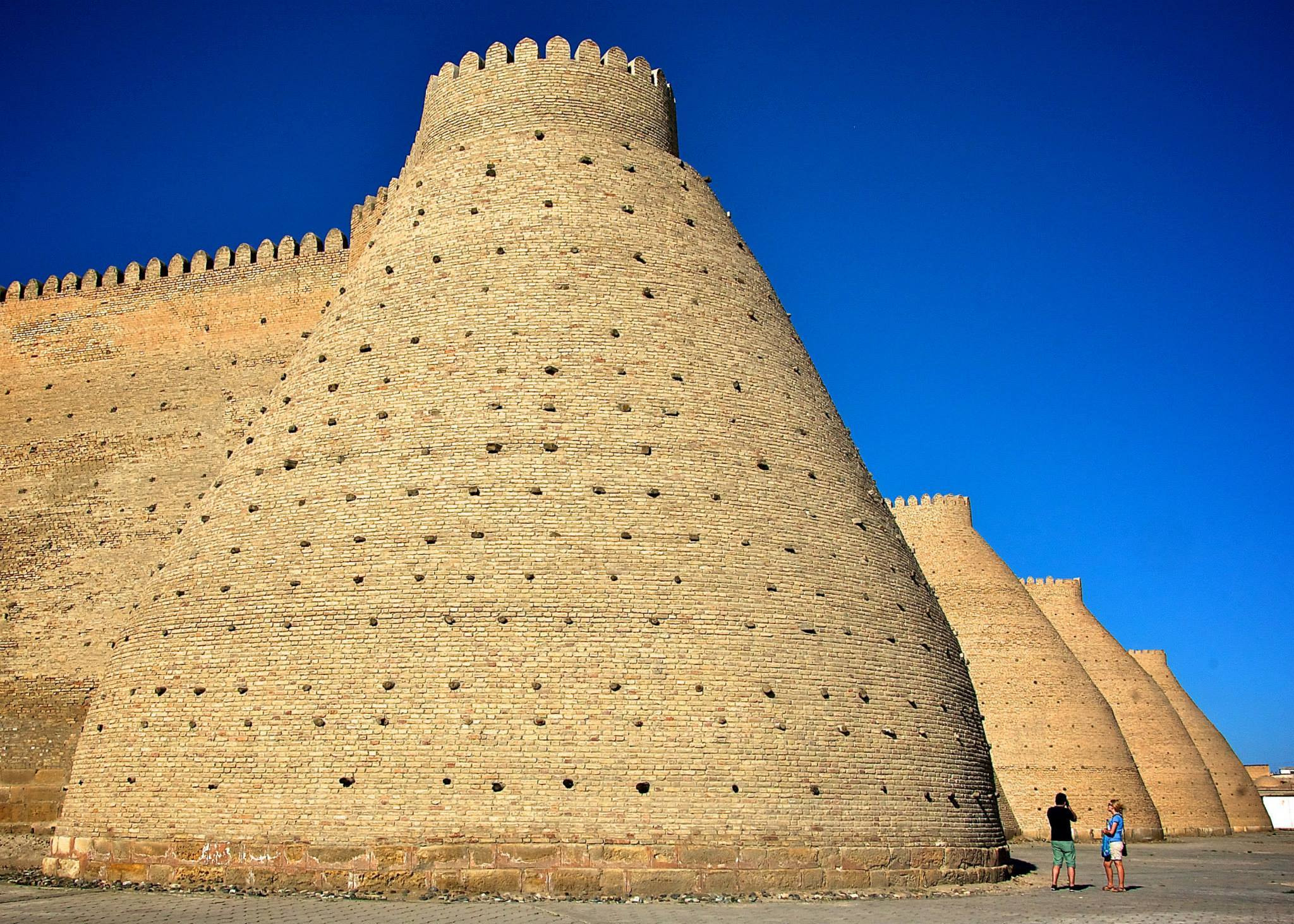
Fortifications d'Ark.

Les archéologues ont prouvé que la ville de Boukhara a pris naissance dans le cours inférieur du cours d'eau Zeravchan, affluent du fleuve Amou-Daria qui se scinde en plusieurs canaux, dans une plaine marécageuse basse, au-dessus de laquelle se dresse aujourd'hui une citadelle à la forme d'une colline artificielle massive, la citadelle Ark. Selon les scientifiques, cette citadelle se présente sous une forme tentaculaire, reconstruite à plusieurs reprises, plusieurs fois agrandie et renforcée. Au Ve siècle et VIe siècle, elle s'est tellement étendue qu'elle est devenue une puissante forteresse disposant de deux entrées (une à l'ouest, l'autre à l'est), qui domine la plaine environnante. Les légendes attribuent à la ville de Boukhara un âge très ancien et associent sa fondation à un héros mythique, Siavach, dont la tombe est supposée se trouver à la porte orientale. À l'époque de la domination du peuple iranien, des Kouchané (ru) (Ier siècle-IIIe siècle de notre ère) est apparu à proximité un village, au sud-est de l'emplacement actuel de la citadelle, une bourgade organisée moyenâgeuse de type iranien dénommée Chakhristan (ru).
Au VIIe siècle, un renforcement de la citadelle est entamé et un nouveau palais pour la dynastie de Boukhara est construit, dont le plan, comme l'explique Mohammed Nerchakhy, reprend les formes de la constellation de la Grande Ourse. À proximité du palais ont été construits des bâtiments de la chancellerie, du trésor public, une prison et un temple. Au-delà de la porte ouest de la citadelle Ark, s'étendaient des terres cultivées et des jardins sur lesquels s'élevaient de très nombreux châteaux et manoirs fortifiés. La porte donnait sur la place du Registan.
Au VIIIe siècle, à l'arrivée des Arabes, il existait le palais des Boukharkhoudats, la tombe sacrée du héros légendaire Siavouch et le temple, que Qutayba ben Muslim a transformé en mosquée. La première mosquée de Boukhara a été construite par les Arabes en 713 sur le site d'un temple païen à la citadelle Ark. Elle a ensuite été déplacée à la fin du VIIIe siècle.
Sous les Samanides (IXe siècle et Xe siècle), à côté de la haute façade de l'Ark est apparue la place Régistan où un palais a été construit avec un portail, que le géographe Istakhri estimait être le plus majestueux de tous les palais des pays de l'Islam. Le portail faisait face à l'entrée de l'Ark.
Les données concernant l'histoire de la forteresse sont contenues dans des extraits d'ouvrages de Aboul Hassan Nachapouri, parvenus jusqu'à nous grâce au fait que Abou Nasr Koubavi (ru) les a inclus dans le texte du Xe siècle, dû à Mohammed Nerchakhy, traduit de l'arabe en persan, raccourci et retravaillé au XIIe siècle. On y parle de la destruction de l'Ark à une époque ancienne et de sa restauration sous le boukharkhoudate (ru) Bindu de Boukhara (en) (?—673/681) ; de constructions à l'intérieur de la citadelle sous le karakhanide (ru) Arslan-khan (ru) (1102—1130), après la deuxième destruction ; de la troisième destruction sous le khorezmchak (ru) Ala ad-Din Atsiz (Khwârazm-Shah) (1128—1156) en 1140 et sa restauration par le karakhanide Ali-Tegin, en 1141—1142 ; de la quatrième destruction par les Oghouzes et de la reconstruction sous le khorezmach Ala ad-Din Muhammad II (1200—1220) en 1207; d'une cinquième destruction en 1220 à l'époque des invasions mongoles et de l'extermination de la population de la ville.
Les reconstructions les plus importantes sont celles des années 1164-1165.
Au Moyen Âge, les poètes et philosophes Roudaki, Avicenne, ont étudié dans les locaux de la Citadelle, de même que plus tard Omar Khayyam. Il y avait dans la citadelle une bibliothèque unique à propos de laquelle Avicenne disait : « J'ai trouvé dans cette bibliothèque des livres que je ne connaissais pas et que je n'avais vu dans ma vie. Je les ai lus et je me suis rendu compte de l'importance de chaque science dans l'étude. Devant moi s'est ouverte la porte de la connaissance profonde dont je ne soupçonnais même pas l'existence ». Il est très probable que la bibliothèque a été pillée durant l'une des guerres ultérieures.
Selon des chroniques de l'empire timouride, au printemps 1405, après la mort de Tamerlan, à la veille des luttes pour conquérir le trône, Ulugh Beg et Ibrahim Sultan se sont rendus à Boukhara avec leurs coffres et leurs gardiens et se sont arrêtés à la citadelle d'Ark. Ils y ont travaillé pendant un mois pour renforcer les murs et les ports de la ville. Les chroniques mentionnent à l'époque l'existence de deux portes, l'une à l'est et l'autre à l'ouest,.

### XVIIesiècle—XIXesiècle

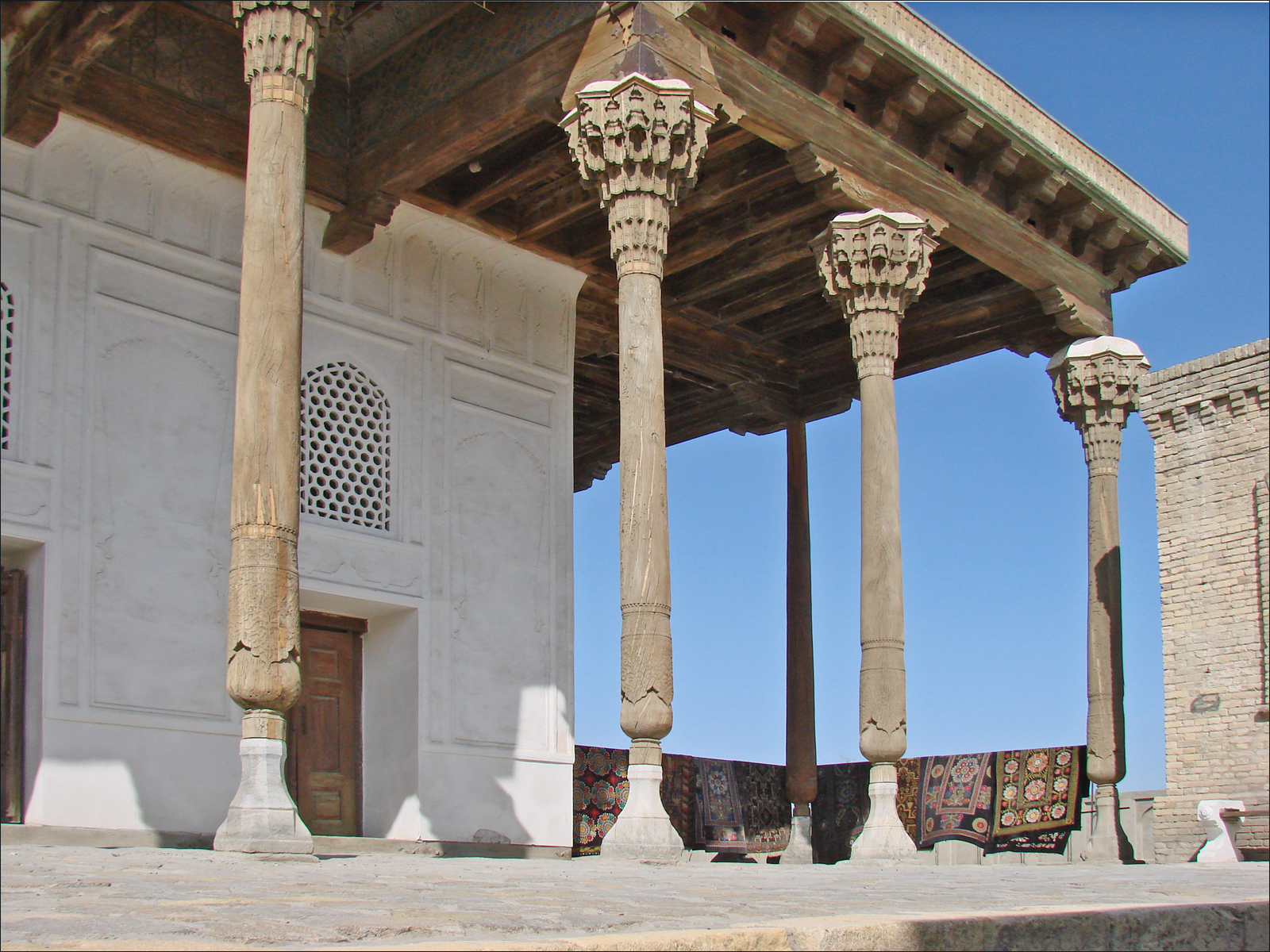
La citadelle.

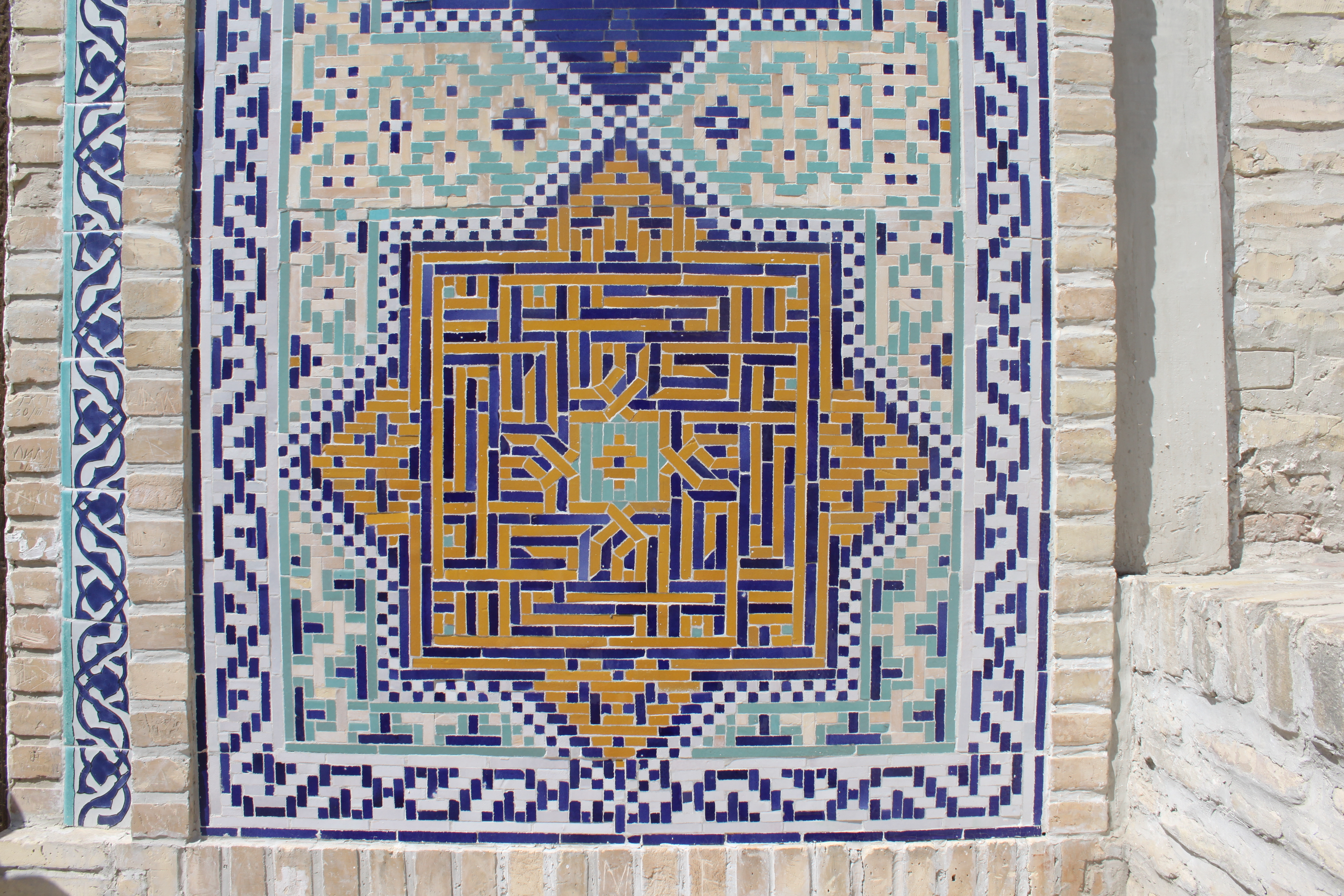
Mosaïque murale.

Les nouvelles constructions de la citadelle Ark du XVIIe siècle au XIXe siècle sont répertoriées dans l'ouvrage intitulé Étude sur l'Ark de Boukhara (ru) Saïd Nassir (ru), par le fils de l'émir Mouzaffar (en) en 1921. L'auteur de cette petite compilation a longtemps vécu dans la citadelle Ark et y disposait d'une propriété avec bibliothèque où il pouvait travailler à ses recherches scientifiques ; il connaissait l'emplacement et la destination de nombreux bâtiments aujourd'hui disparus et mentionne dans sa compilation la date de leur construction. Saïd Nassir mentionne également le nom des souverains de la dynastie des astrakhanides et des Manghits, sous le règne desquels des bâtiments ont été construits dans la citadelle Ark et dans ses environs. La structure à trois étages au-dessus de l'Ark, par exemple, la nakkorakhana, a été construite, selon Nassir sous Abdoulaziz-khan (ru) (1645—1681). Le hall ou Kourinuchkhana, la mosquée du vendredi, le salon mekhmonkhана sous Soubkhankouli-khan (en) (1681—1702). À l'époque du règne de Moukhamad Rakhima (1756—1758) Nassir signale la création au nord-est de la mosquée Tchildoukhtaran près du mausolée de Saïd Abdalgazi, descendant d'Ali ibn Abi Talib. Non loin de là se trouvait un grand caveau familial dans lequel sont inhumés les sept fils d'Aboulfeiz-khan (ru) (1711—1747). Les autres bâtiments conservés datent du XIXe siècle. Comme le remarquent les scientifiques, Saïd Nassir donne des dates exactes pour la plupart des bâtiments existants à l'exception de certaines inexactitudes, corrigées plus tard par les architectes qui ont restauré les bâtiments,.

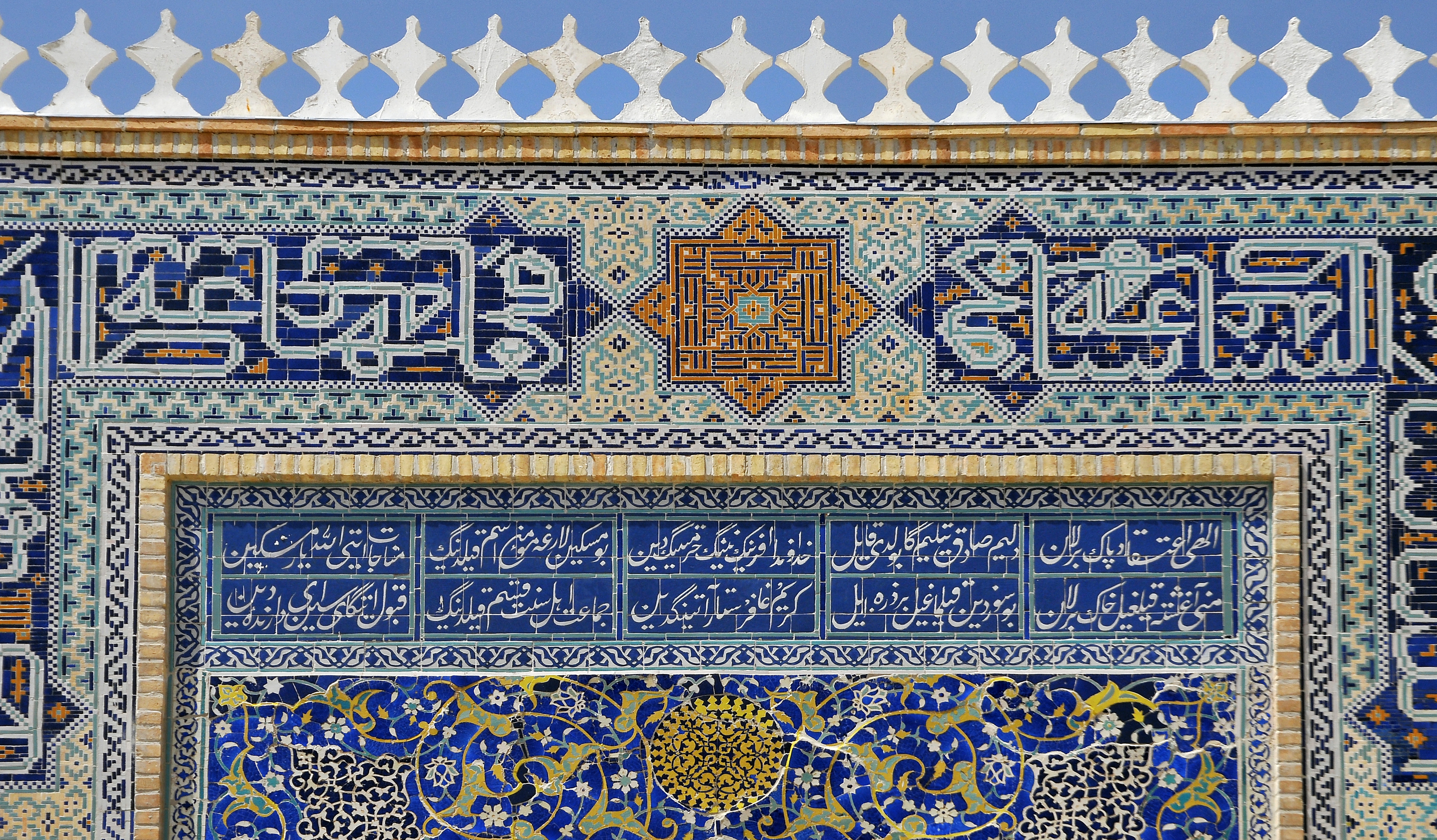
Décoration murale dans la salle de réception de l'émir.

Saïd Nassir ne reprend dans son ouvrage aucune construction du dernier tiers du XVIIIe siècle. L'émir Shah Murad (en) (1785—1800) à cette époque a détruit beaucoup d'anciens édifices à usage laïque et a utilisé les matériaux récupérés pour réparer les mosquées en dehors de la citadelle Ark. L'émir Haydar bin Shahmurad (en) (1800—1826), a fait construire une salle de réception ouverte à l'ouest ainsi qu'un grand khanqah près duquel se trouvait un puits qui alimentait un howz.

### XXesiècleet guerre civile
La dernier épisode de l'histoire de la destruction de l'Ark date de l'époque des bolchéviks lors du siège de Boukhara en 1920 sous le commandement de Mikhaïl Frounze. Sur ses ordres la citadelle a été bombardée par l'aviation jusqu'à ce que les assiégés soient obligés de se rendre. Il en résulte le fait que la forteresse est devenue un champ de ruine. L'emplacement du harem de l'émir a été le plus durement touché et selon les archéologues n'a pas pu être restauré vu sa construction en matériaux argileux.

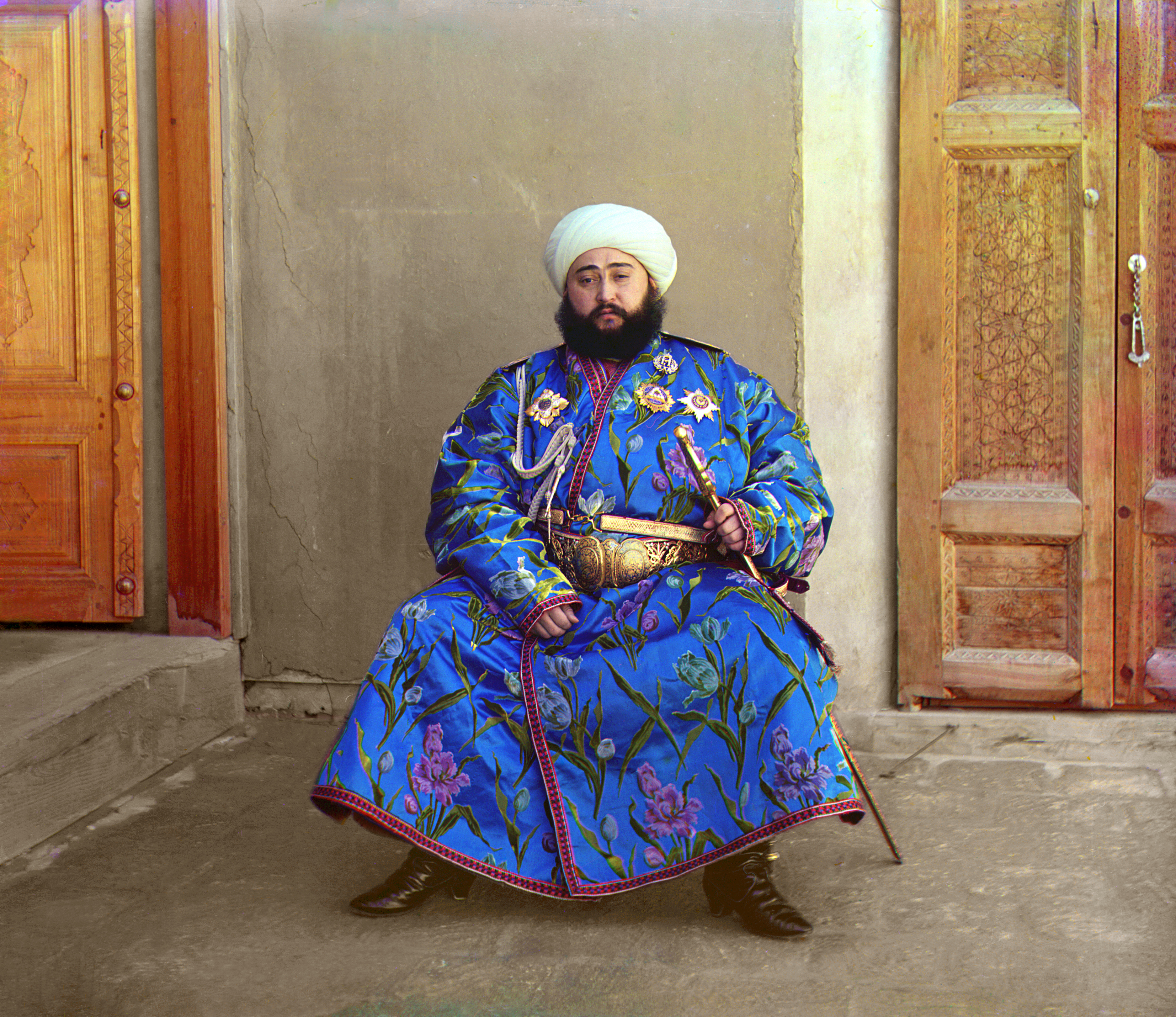
Alim Khan (1880—1944) dernier émir de Boukhara renversé par les bolchéviks. Photo de Sergueï Prokoudine-Gorski.

Après la liquidation de l'émirat de Boukhara (en) et la fuite de l'émir, un incendie se produisit qui se poursuivit durant quatre jours. Une partie des bâtiments les plus anciens a toutefois été préservée.

## Fouilles archéologiques et restauration
Pendant la période de la République soviétique populaire de Boukhara au sein de l'URSS, le mur occidental de la citadelle Ark a été restauré. Alexandre Alexandrovitch Semionov (ru) rapporte qu'une commission appelée Société d'histoire avait été créée avec l'intention d'écrire l'histoire de la citadelle.
Dans les années 1970-1980, des recherches archéologiques partielles ont été menées dans la citadelle Ark. De vastes fouilles archéologiques n'ont toutefois pas encore été menées dans la partie sud de la citadelle. Selon les archéologues seules de telles fouilles pourraient fournir des informations sur l'âge réel de Boukhara et confirmer ou infirmer les informations légendaires selon lesquelles Boukhara datait déjà de 3000 ans au XXe siècle de notre ère.
Dans les années 1970-1974, de grandes fouilles ont été organisées par une équipe archéologique spéciale sous la direction de l'académicien ouzbek I. Gouliamov (ru). Ceci sur une surface de 120 × 100, les couches supérieures datant du XVIe siècle- début du XXe siècle.
En 1979-1980 une étude de la stratigraphie de la citadelle Ark a permis d'atteindre des couches profondes sous la terre, jusqu'à une profondeur de vingt mètres. À une profondeur de 13-15,5 mètres ainsi qu'à 16,5-18,5 mètres ont été découverts les restes de murs en adobe, qui faisaient peut-être partie des anciennes structures défensives de l'Ark. Le premier mur a été conservé jusqu'à une hauteur de 2,5-3 mètres et date des ive et iiie siècles av. J.-C. Ce sont sans doute les ruines de l'ancienne forteresse de Boukhara, qui était l'un des attributs de la ville primitive.
Une coupe stratigraphique complète des murs de la forteresse Ark a également été réalisée. Selon les données archéologiques, recueillies par E. Nakrassova le mur le plus ancien était composé de plusieurs blocs d'une hauteur de 90 cm à 100 cм sur une épaisseur de 70 cm à 0,75 cm. La largeur du mur varie de 7,5 m maximum à 2,5 m minimum.
Dans le cadre de l'anniversaire des 2500 ans de Boukhara le Président de la République d'Ouzbékistan Islam Karimov (1990—2016) (aujourd'hui Shavkat Mirziyoyev) a fait entreprendre des travaux de restauration de la citadelle Ark.

## Construction et architecture
Les fortifications d'Ark s'étendent dans la partie nord-ouest du Boukhara moderne sur une grande surface, dont la hauteur n'est pas très élevée mais les pentes abruptes. Son plan ressemble à un rectangle irrégulier, légèrement allongé d'ouest en est. Les murs ont une longueur de 789,60 m, la surface intérieure est de 3,96 ha et la hauteur par rapport aux murs de la place Registan varie de 16 m à 20 m.

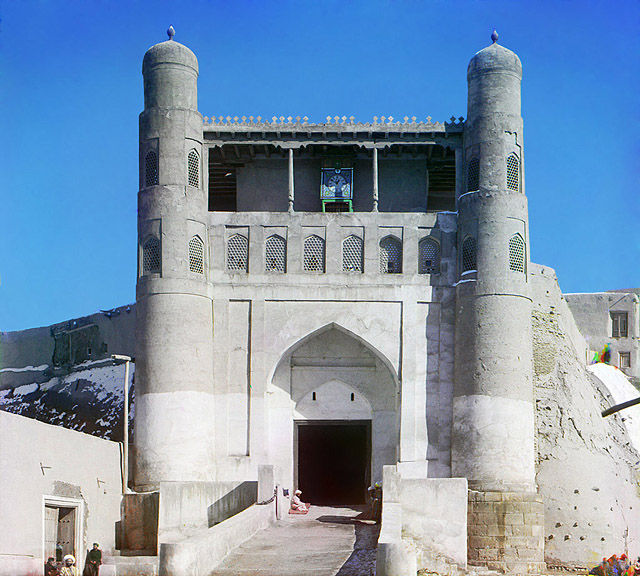
Entrée d'honneur de la citadelle. Photo de Sergueï Prokoudine-Gorski, 1909.

Tous les bâtiments subsistants datent des périodes des dynasties ouzbèkes astrakhanide des Djanides XVIIe siècle et des Manghits XVIIIe siècle - XXe siècle. La plupart des bâtiments ont été construits à partir de charpentes en bois typiques d'Asie centrale, fermées entre les poutres par des briques crues et le tout recouvert de stuc.
Selon Bytckovski, qui a servi à l'époque soviétique dans une administration installée dans la citadelle Ark durant les années 1925-1927, il y avait dans la partie nord-est de l'Ark à cette époque un grand nombre de bâtiments, où il était possible de passer d'une pièce à l'autre. Cela formait des enfilades labyrinthiques et « chaque pièce avait une décoration particulière. L'abondance de livres manuscrits éparpillés dans ces salles, garnis de très belles reliures en relief et en velours était surprenante ». Dans un des locaux, selon toute vraisemblance le harem, « était installé un petit bassin mesurant 2 × 2 m sur une cour propre, où les femmes se baignaient. Sur le côté poussaient de grands arbres ».
Au début du XXe siècle 3 000 habitants logeaient dans l'Ark. En septembre 1920 l'armée des bolchéviks tira au canon sur la citadelle et provoqua un incendie qui détruisit 80% de celle-ci,.
Les archéologues pensent que dans les temps anciens l'eau arrivait jusqu'à l'Ark par un canal souterrain appelé tazar, qui venait de l'ancienne médersa Khodja Nikhon par le mur sud. Il existait vraisemblablement une cachette qui menait au canal sous le mur. Il existait probablement également une citerne fermée appelée sardoba. Cette supposition s'appuie sur les textes manuscrits du Takhkikat-i ark Boukhara (ru) (Étude sur l'Ark de Boukhra).

## Galerie

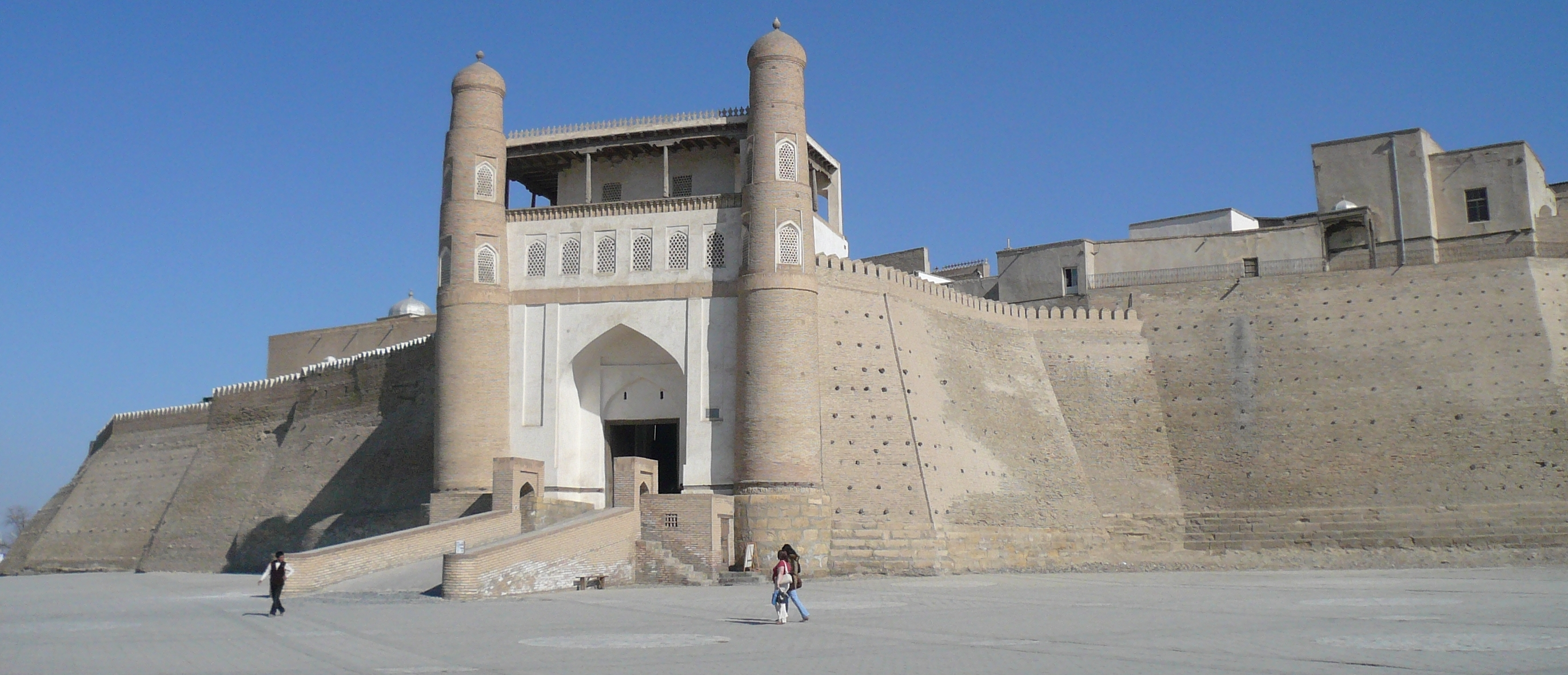
Ark de Boukhara.
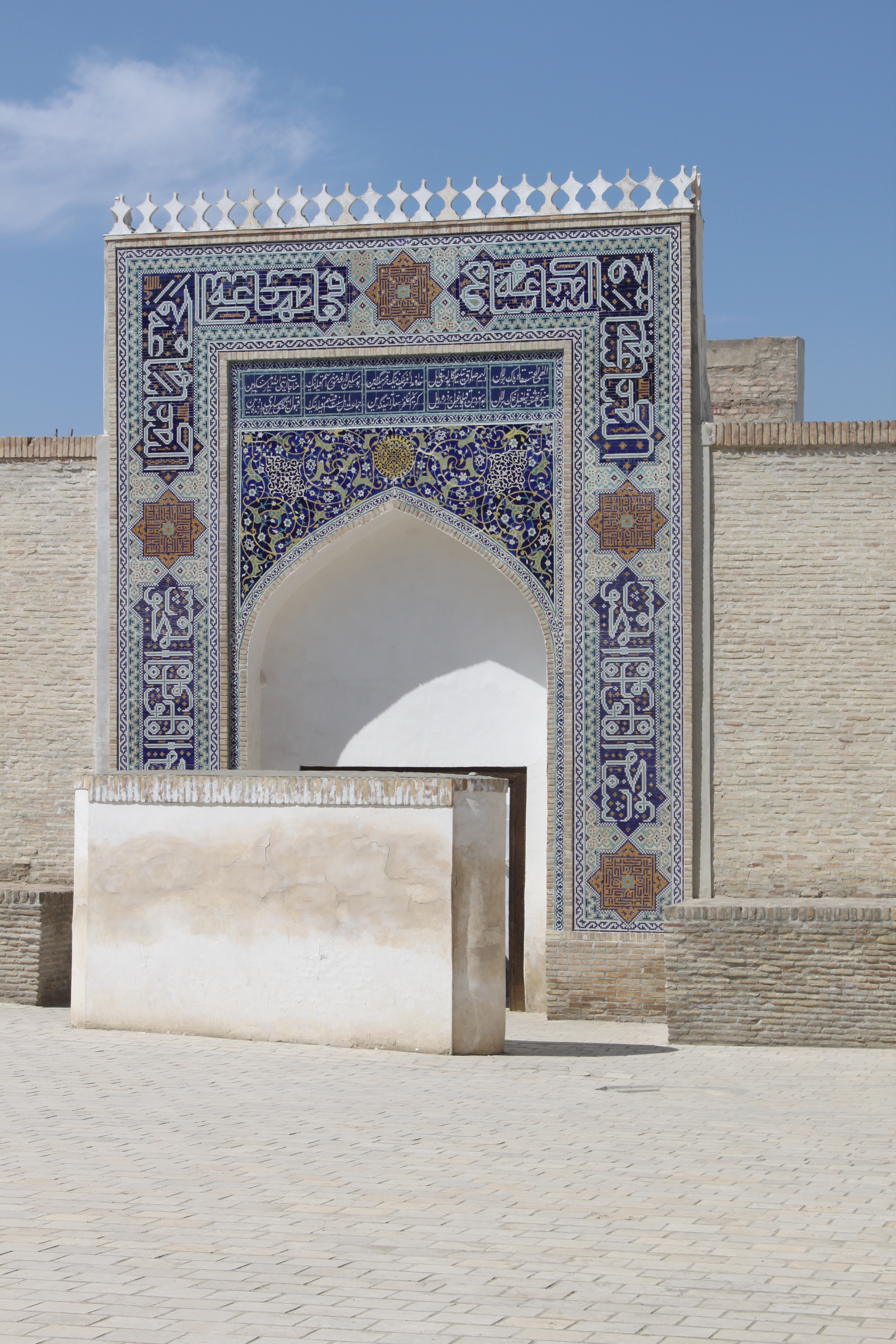
Porte d'entrée conduisant à la salle du trône.
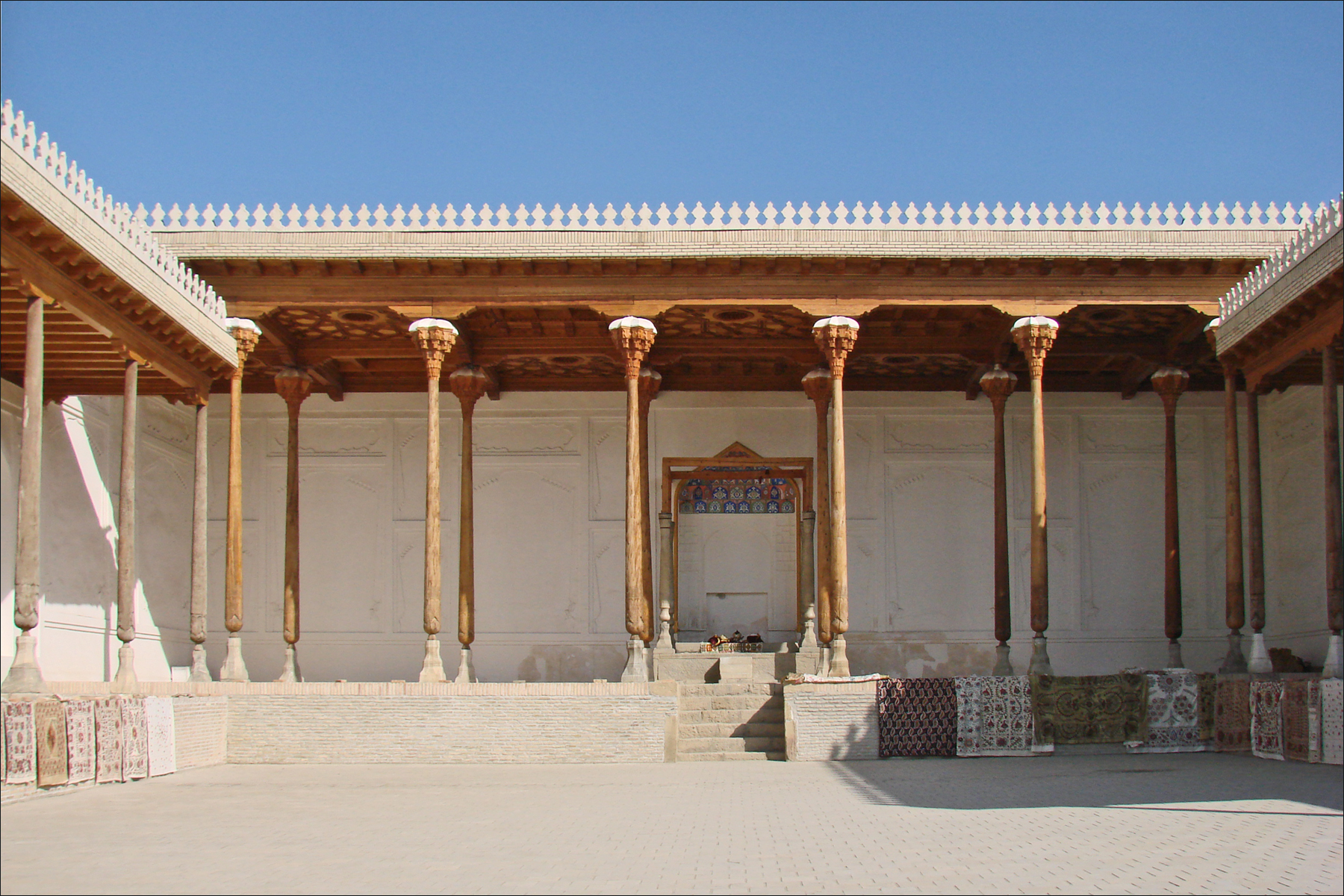
Salle du trône ouverte.
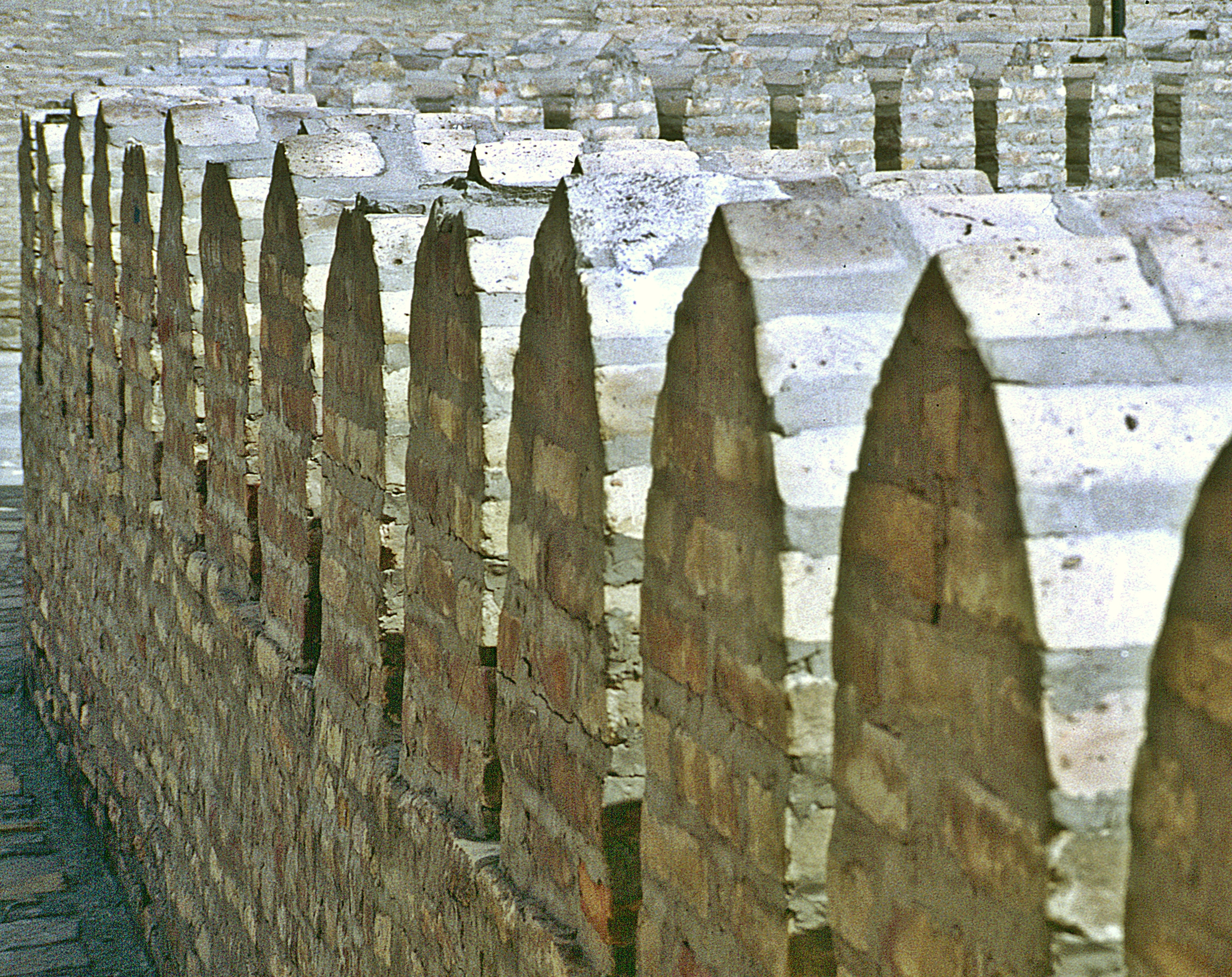
Créneaux.

## Musée-zapovednik
Le musée, réserve d'art et d'architecture de la citadelle Ark, comprend aujourd'hui :
- Le département d'histoire depuis l'Antiquité jusqu'au XXe siècle.
- Le département de numismatique et d'épigraphie.
- Le département de la nature dans la région de Boukhara.
- Le département d'histoire contemporaine et d'ethnographie.
- L'exposition L'écriture (IX—XXs.).